# زیباکنار
زیباکنار، روستایی که مرکز دهستان علی‌آباد زیباکنار در بخش لشت نشا شهرستان رشت در استان گیلان است ، با توجه به پیشینه ی توریستی این دهستان مانند هتل بزرگ زیباکنار و امتیازات فعلی مانند دانشگاها و بانک ها زیباکنار را خاص ترین دهستان ایران میتوان نامید ، ناگفته نماند این دهستان دارای فرودگاه در مقیاس آموزشی میباشد ، و با جمعیت حدود ۱۰ هزار نفر در آستانه ی شهر شدن است.

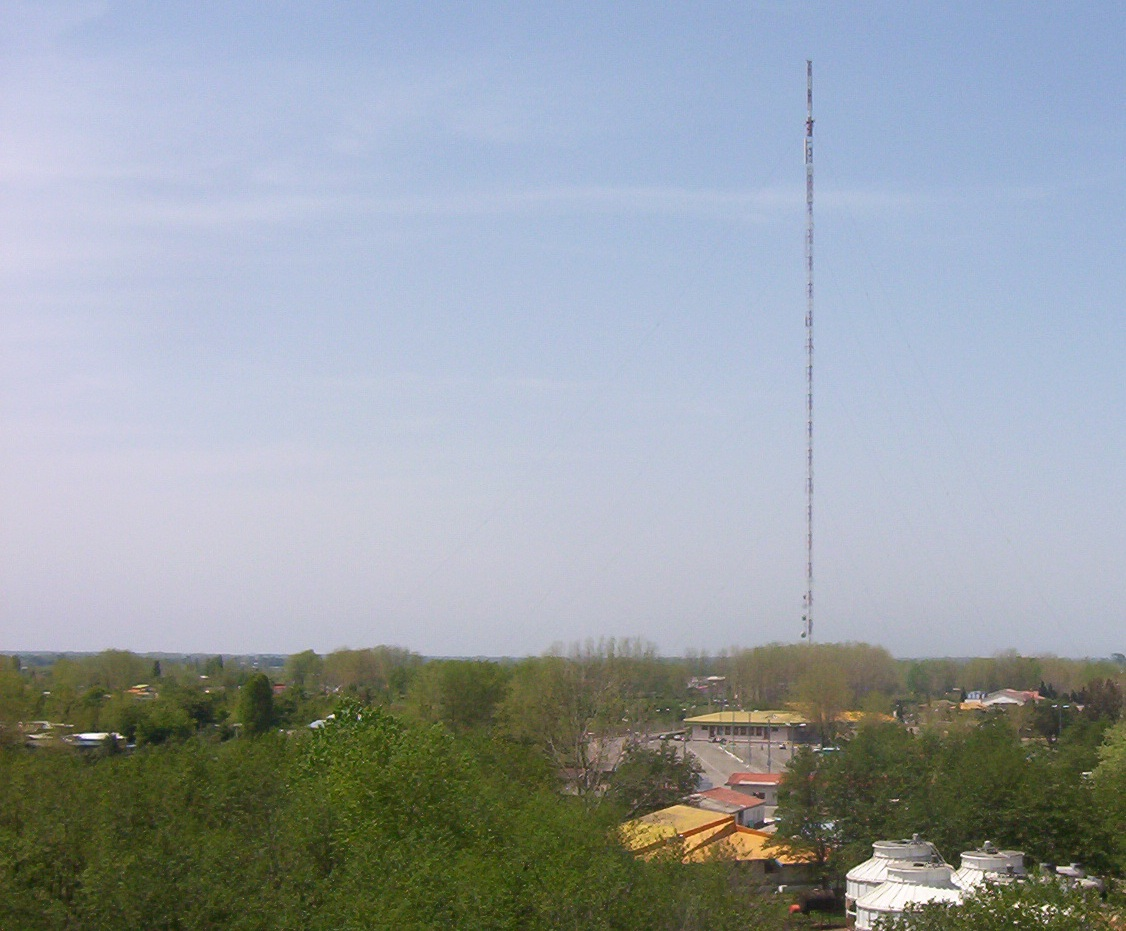
دکل تلویزیونی زیباکنار، بلندترین سازه ایران پس از برج میلاد با ارتفاع حدود ۳۶۵ متر

## مرکز صدا و سیمای زیباکنار
مرکز صدا و سیمای زیباکنار یک مرکز مخابراتی است که تا پیش از ساخت برج میلاد بلندترین سازه ایران بود و هم‌اکنون با ارتفاع ۳۶۵ متر دومین سازه بلند ایران است. این سازه در منطقه تفریحی صدا و سیمای جمهوری اسلامی واقع شده است.

## دانشگاه
- دانشگاه علوم و فنون دریایی امام خامنه ای[۳] نیروی دریایی سپاه پاسداران انقلاب اسلامی در کنار این روستا واقع شده است.همچنین زیباکنار دارای دانشگاه آزاد به اسم خودش میباشد که با لابیگری نمایندگان وقت در بخش لشت نشا واقع میباشد.